# Aphilesthes rustica
Aphilesthes rustica – gatunek chrząszcza z rodziny kózkowatych i podrodziny zgrzypikowych. Jedyny przedstawiciel rodzaju Aphilesthes.

## Zasięg występowania
Ameryka Środkowa i Południowa, występuje na obszarze od Panamy po płn.-wsch. Brazylię (stan Ceará) i Boliwię.